# Lepthyphantes locketi
Lepthyphantes locketi este o specie de păianjeni din genul Lepthyphantes, familia Linyphiidae, descrisă de Van Helsdingen, 1977. Conform Catalogue of Life specia Lepthyphantes locketi nu are subspecii cunoscute.